# 勤務条件に関する措置の要求
勤務条件に関する措置の要求（きんむじょうけんにかんするそちのようきゅう）とは、地方公共団体の職員（企業職員・特定地方独立行政法人の職員・単純労務職員を除く）が、給与、勤務時間その他の勤務条件に関し、人事委員会又は公平委員会に対して、地方公共団体の当局により適当な措置が執られるべきことを要求することをいう。
これを一般に措置要求という。
措置要求制度は、地方公共団体の職員について労働基本権が制限されていることに対する代償措置の一つである。

## 法的根拠
地方公務員法第八節第三款（第46条、第47条、第48条）

## 措置要求の対象
措置要求の対象は、「給与、勤務時間その他の勤務条件に関し」てである。
地方公共団体の管理運営事項は含まれないが、条例で定められた事項であっても、それが勤務条件である限り措置要求の対象となる。
現在の法律関係を変更しないという不作為の措置要求であっても、勤務条件に関するものである限り、これを行うことができる。

### 勤務条件とは
ここでいう勤務条件とは、「給与および勤務時間によって代表される経済条件の一切であり、職員団体の交渉の対象となる勤務条件と（法55Ⅰ）と同義であると解される（名古屋地裁昭60年1月30日判決（判例時報1155号253頁）、東京地裁昭63年9月29日判決（判例時報1290号149頁）、東京地裁平成2年12月7日判決（労働判例579号17頁）」。法制意見では、「職員が地方公共団体に対し勤務を提供するについて存する諸条件で、職員が自己の勤務を提供し、またはその提供を継続するかどうかの決心をするにあたり一般的に当然考慮の対象となるべき利害関係事項であるものを指す」と解されている。（昭和33年7月3日法制局一発第19号文部事務次官・自治事務次官あて法制局長官回答）
具体的には、給与、勤務時間、休暇、執務環境などがある。
例えば、昇給延伸、賃金カット、支給されるべき旅費等が支給されない、年次有給休暇が承認されない、在籍専従の許可が得られない等の場合に措置要求をすることができる。
勤務評定、職員定数の増減、予算額の増減などの管理運営事項は、ここでいう勤務条件にはあたらない。ただし、管理運営事項であっても勤務条件に該当するものは措置要求の対象であり、判例として、旭野高校事件（名古屋地裁平3・11・18判決・速報214号16号）、志賀中学校事件（名古屋高裁平4・3・31判決・労判第613号47頁）、志賀中学校事件（名古屋地裁平5・2・12判決・労判第626号74頁）がある。

## 措置要求できる者
地方公共団体の職員が措置要求を行うことができる。ここでいう職員には、臨時職員や条件附採用期間中の職員も含まれる。職員は、当該地方公共団体の職員の地位を有する限り、ひろく当該地方公共団体の勤務条件について措置要求をすることができるものであり、転勤などにより過去のものとなった勤務条件であっても、また他の職員にかかる勤務条件であっても措置要求をすることを妨げるものではない（行実昭二六・八・一五 地自公発第二三三号）。例えば、A職員がB職員の勤務条件についての措置要求を自らすることや、職員が現に保有している公務員たる地位に直接関係のない勤務条件についての措置要求はできないとする自治体もある。
すでに退職した職員は、現に職員の地位を有しないので、措置要求をすることはできない。したがって、例えば退職者が退職手当について措置要求を行うことはできない。
職員は単独または他の職員と共同して措置要求を行うことができ、また他の職員から民法上の委任を受けて代理人として措置要求を行うこともできる。
ただし、職員団体が措置要求をすることはできない。
措置要求の制度は労働基本権の制限に対する代償措置としての意味合いがあることから、企業職員・特定地方独立行政法人の職員・単純労務職員は行うことができない。
これは、これらの職員については、労働条件を団体交渉によって定める権利を有し、また労使間の紛争について労働委員会による斡旋・調停・仲裁の制度が設けられているためである。
措置要求の申出を故意に妨げた者及び妨げる行為を企て、命じ、故意にこれを容認し、そそのかし、又はその幇助をした者は、3年以下の懲役又は100万円以下の罰金に処せられる。（地方公務員法第61条第5項、第62条） 措置要求提出後の当局による不当な取り下げ要求やパワーハラスメントを証明するためには、職員自ら録音機器を常時携帯して証拠を保全する準備が必要である。

## 判定・勧告
措置要求があったときは、人事委員会又は公平委員会は、事案について口頭審理その他の方法による審査を行い、事案を判定し、その結果に基いて、その権限に属する事項については、自らこれを実行し、その他の事項については、当該事項に関し権限を有する地方公共団体の機関に対し、必要な勧告をしなければならない。（地方公務員法第47条）
この判定及び勧告は、法的拘束力を有するものではなく、措置要求者の権利を侵害するものではない。
したがって、判定及び勧告そのものが不利益処分であるとして、人事委員会等に不利益処分に関する不服申立てを行うことはできない。また判定及び勧告に不満があっても、これを抗告訴訟の対象とすることはできない。
なお、措置要求が違法に却下または棄却されたときは、職員の権利を侵害するものであることから、取消訴訟の対象となる。
措置要求の制度には、いわゆる一事不再理の原則の適用がないので、判定があった場合に、同一職員が同一事項についてあらためて措置の要求をすることはできる。ただし、再審の請求をして判定の修正を求めることはできない。

## 判定・勧告についての不作為
事前手続きの段階での公務員の不利益処分への関与が現行法では保障されていないのと同様に、人事委員会が定める措置要求の手続きには、標準処理期間が定められていないことが多く、手続きについての法令上の保障がないことから、人事委員会が判定をせずに引き延ばすことがある。これについては、裁判の迅速化に関する法律のように、人事委員会による判定までの処理期間について標準的な期間を定めるように求める措置要求が勤務条件に関する要求ではないのとされているので、改善される見込みはない。人事委員会又は公平委員会が判定をしない場合は、不作為の違法確認の訴え及び義務付け訴訟を提起することになる。東京都人事委員会の事例では、措置要求書の受理から6か月を過ぎても判定をしなかった事例において不作為の違法確認の訴えが提起された際には、人事委員会が訴状を受理後に判定を行うが、措置要求後、4か月経過しても判定がなく措置要求後に判定がなく不作為違法確認及び義務づけ訴訟が提起され、措置要求提出から6か月経過した口頭弁論終結の3日後に東京都人事委員会が判定をした事例において東京地裁は、口頭弁論再開を認めず、口頭弁論終結までに判定をしないことは違法ではないとした。不作為の違法確認の訴えが提起されるまでは人事委員会が確信犯的に判定をしないようにしていると疑われるような場合であっても、故意に遅らせていることを客観的に証明することは現実的には難しい。職員側の実効性のある現実的な対応策として、人事委員及び当局職員個人を被告として遅延行為についての損害賠償請求訴訟を提起すると、その後の人事委員会の事務処理に遅延がなくなることがある。措置要求書を郵送する場合に、措置要求書が人事委員会に到着後にしばらく棚ざらしにしてから受理の手続きを行う遅延行為や”郵便事故”による不着を防止するためには、配達日が確認できる書留等により提出する必要がある。

## 国家公務員法との関連
この措置要求の制度は、国家公務員法（第86条から第88条）に規定する、勤務条件に関する行政措置の要求の制度に倣ったものである。地方公務員法では、職員団体は措置要求することはできないが、国家公務員法の場合は、人事院規則13-2（勤務条件に関する行政措置の要求）第1条1項により、職員団体を通じてその代表者により団体的に措置要求をすることができる、地方公務員法の場合は代理人による措置要求ができるとされているが、国家公務員法の場合は認められていない、といった違いもある。